# Fužine
Fužine es un municipio de Croacia en el condado de Primorje-Gorski Kotar.

## Geografía
Se encuentra a una altitud de 722 m s. n. m. a 133 km de la capital nacional, Zagreb.

## Demografía
En el censo 2011 el total de población del municipio fue de 1592 habitantes, distribuidos en las siguientes localidades:
- Belo Selo - 50
- Benkovac Fužinski - 33
- Fužine - 635
- Lič - 504
- Slavica - 33
- Vrata - 287

| Gráfica de población de Fužine 1857-2011                            |
|                                                                     |
| Según los censos de población de la oficina estadística de Croacia. |